# Sverdlikovo (oblast de Koursk)
Sverdlikovo (en russe : Свердликово) est un village du selsoviet de Sverdlikovo du raïon de Soudja dans l'oblast de Koursk, en Russie. Sa population s'élevait à 59 habitants au recensement de 2021.

## Géographie
Le village de Sverdlikovo se situe dans l'oblast de Koursk, un oblast de la partie européenne de la Russie. Le village fait partie du raïon de Soudja, avec Soudja comme centre administratif. Il se trouve dans le selsoviet de Sverdlikovo, une municipalité dont il est le chef-lieu.

## Histoire
Le 3 juin 2024, au cours de l'invasion russe de l'Ukraine, les forces de défense ukrainiennes de la 103e brigade de défense territoriale et de la 53e brigade mécanisée, ont détruit une colonne militaire russe dans l'oblast de Koursk en Russie, entre Sverdlikovo et Soudja, près de la frontière,.
Le 7 août 2024, lors de l'offensive dans l'oblast de Koursk, la localité est prise par les Forces armées de l'Ukraine.
Le 17 Février 2025, Le Ministère Russe de la Défense à confirmé sa libération.

## Démographie
Recensements (*) et estimations de la population :
| 2002 * | 2010* | 2021* | - |
| ------ | ----- | ----- | - |
| 562    | 543   | 504   | - |